# 33. podmorniška flotilja (Wehrmacht)
Za druge 33. flotilje glejte 33. flotilja.
33. podmorniška flotilja je bila podmorniška flotilja v sestavi Kriegsmarine med drugo svetovno vojno.

## Baze
- september 1944 - maj 1945: Flensburg

Nekatere podmornice so bile nastanjene v Penangu (Džakarta, ).

## Podmornice
Razredi podmornic
- VIIC, IXC, IXC40, IXD, XB

Seznam podmornic
- U-155, U-168, U-170, U-181, U-183, U-190, U-195, U-196, U-219, U-234, U-245, U-260, U-262, U-267, U-281, U-309, U-382, U-398, U-510, U-516, U-518, U-530, U-532, U-534, U-537, U-539, U-541, U-546, U-547, U-548, U-714, U-758, U-763, U-802, U-804, U-805, U-806, U-843, U-853, U-857, U-858, U-861, U-862, U-864, U-866, U-868, U-869, U-870, U-873, U-874, U-875, U-877, U-878, U-879, U-880, U-881, U-889, U-953, U-989, U-1106, U-1170, U-1205, U-1221, U-1223, U-1226, U-1227, U-1228, U-1230, U-1231, U-1232, U-1233, U-1235, U-1271, U-1305, UIT-24, UIT-25

## Poveljstvo
Poveljnik
- Kapitan korvete Georg Schewe (september - oktober 1944)
- Kapitan korvete Günther Kuhnke (oktober 1944 - maj 1945)